# کوسه بادبادک‌باله
کوسه بادبادک‌باله (نام علمی: Dalatias licha) نام یک گونه از راسته خاردارکوسه‌سانان است.